# Hackerberg (Güssing)
Hackerberg (ungarisch Vághegy, kroatisch Stinjacki Vrh) ist eine Gemeinde mit 383 Einwohnern (Stand 1. Jänner 2025) im Bezirk Güssing im Burgenland in Österreich.
Der kroatische Ortsname der Gemeinde wird oft fälschlicherweise als Stinjački Vrh – was so viel bedeutet wie Stinatzer Spitze oder besser Stinatzer Berg – genannt. Dies ist jedoch nur die kroatische Bezeichnung für einen Ortsteil, dessen Besiedelung hauptsächlich mit kroatischer Bevölkerung von Stinatz aus erfolgte.

## Geografie
Die Gemeinde liegt im Südburgenland. Hackerberg ist die einzige Ortschaft in der Gemeinde. Weitere Orte sind Csarhäuser und Stinatzer Berghäuser.
Hackerberg kennt keine Straßennamen. Ihre Einführung wurde 2012 in einer Volksbefragung abgelehnt, ein weiterer Versuch des Gemeinderats 2024 wird kontrovers diskutiert.

### Nachbargemeinden
| Rohr bei Hartberg (Steiermark) | Wörterberg                                  | Stinatz    |
| Neudau (Steiermark)            | Kompassrose, die auf Nachbargemeinden zeigt | Ollersdorf |
|                                | Burgauberg-Neudauberg                       |            |

## Geschichte
Der Ort gehörte wie das gesamte Burgenland bis 1920/21 zu Ungarn (Deutsch-Westungarn). Seit 1898 musste aufgrund der Magyarisierungspolitik der Regierung in Budapest der ungarische Ortsname Vághegy verwendet werden.
Nach Ende des Ersten Weltkriegs wurde nach zähen Verhandlungen Deutsch-Westungarn in den Verträgen von St. Germain und Trianon 1919 Österreich zugesprochen. Der Ort gehört seit 1921 zum neu gegründeten Bundesland Burgenland (siehe auch Geschichte des Burgenlandes).

## Politik

### Gemeinderat
Der Gemeinderat umfasst aufgrund der Anzahl der Wahlberechtigten insgesamt 11 Mitglieder.
| Partei          | 2022    | 2022    | 2022    | 2017    | 2017    | 2017    | 2012    | 2012    | 2012    | 2007    | 2007    | 2007    | 2002    | 2002    | 2002    | 1997    | 1997    | 1997    |
| Partei          | Sti.    | %       | M.      | Sti.    | %       | M.      | Sti.    | %       | M.      | Sti.    |         | M.      | Sti.    | %       | M.      | Sti.    | %       | M.      |
| --------------- | ------- | ------- | ------- | ------- | ------- | ------- | ------- | ------- | ------- | ------- | ------- | ------- | ------- | ------- | ------- | ------- | ------- | ------- |
| ÖVP             | 162     | 58,48   | 7       | 176     | 59,86   | 7       | 199     | 59,05   | 7       | 193     | 61,66   | 7       | 182     | 61,49   | 7       | 185     | 64,69   | 7       |
| SPÖ             | 115     | 41,52   | 4       | 118     | 40,14   | 4       | 138     | 40,95   | 4       | 120     | 38,34   | 4       | 114     | 38,51   | 4       | 101     | 35,31   | 4       |
| Wahlberechtigte | 341     | 341     | 341     | 331     | 331     | 331     | 360     | 360     | 360     | 353     | 353     | 353     | 319     | 319     | 319     | 321     | 321     | 321     |
| Wahlbeteiligung | 87,68 % | 87,68 % | 87,68 % | 91,84 % | 91,84 % | 91,84 % | 96,67 % | 96,67 % | 96,67 % | 93,20 % | 93,20 % | 93,20 % | 94,98 % | 94,98 % | 94,98 % | 96,26 % | 96,26 % | 96,26 % |

### Gemeindevorstand
Neben Bürgermeisterin Karin Kirisits (ÖVP) und Vizebürgermeister Andreas Grandits (SPÖ) gehört weiters Franz Bauer (ÖVP) dem Gemeindevorstand an.
Zum Gemeindekassier wurde Stefan Haupert (ÖVP) gewählt. Für die Funktion der Umweltgemeinderats wurde ebenfalls Franz Bauer (ÖVP) gewählt.

### Bürgermeister
Bürgermeisterin ist Karin Kirisits (ÖVP).
Nach dem Rücktritt von Emil Grandits (ÖVP), der seit der Trennung der Gemeinde Hackerberg von der Großgemeinde Ollersdorf am 5. April 1991 als Bürgermeister vorstand, am 15. November 2016 wurde Kirisits vom Gemeinderat am 12. Dezember 2016 zur neuen Gemeindechefin gewählt und am Folgetag von Bezirkshauptfrau Nicole Wild angelobt. Kirisits ist damit der erste weibliche ÖVP-Bürgermeister des Bezirks Güssing.
Bei der Bürgermeisterdirektwahl am 1. Oktober 2017 musste Kirisits gegen Andreas Grandits (SPÖ) antreten, der bereits 2002 und 2007 kandidiert hatte und seit 2002 Vizebürgermeister der Gemeinde ist. Grandits unterlag mit 37,06 % Stimmanteil der amtierenden Bürgermeisterin, die 62,94 % erzielte. Grandits wurde in der konstituierenden Sitzung des Gemeinderats abermals zum Vizebürgermeister gewählt.

## Persönlichkeiten
- Ägidius Zsifkovics (* 1963), Bischof von Eisenstadt, stammt aus Hackerberg
- Thomas Stipsits (* 1983), Kabarettist und Schauspieler, wohnte in Hackerberg